# Correa lawrenceana
Correa lawrenceana är en vinruteväxtart som beskrevs av William Jackson Hooker. Correa lawrenceana ingår i släktet Correa och familjen vinruteväxter.

## Underarter
Arten delas in i följande underarter:
- C. l. cordifolia
- C. l. genoensis
- C. l. glandulifera
- C. l. grampiana
- C. l. latrobeana
- C. l. macrocalyx
- C. l. rosea